# Гренландська експедиція Нансена
Гренландська експедиція Нансена 1888—1889 років була першим у світовій науковій практиці успішним перетином льодовикового покрову острову Гренландія. Здобутком експедиції став великий комплекс метеорологічних даних, інформація про фізичну географію, були отримані детальні етногеографічні спостереження. Успіх експедиції сприяв підйому національної самосвідомості норвежців і став рушієм низки вдалих експедицій у високі широти Північної і Південної півкулі. Сьогодні вони відомі як «золота доба полярних досліджень». Способи, які використовувались експедицією, стали основою походу Нансена на Північний полюс у 1895—1896 рр.

## Передісторія

### Попередні спроби перетину Гренландії
З 1752 по 1886 рік було здійснено вісім спроб перетину острову, всі вони направлялися із заходу на схід. Західне узбережжя Гренландії було достатньо добре заселене європейцями, і на південному сході розташована порт-столиця Гренландії Готхоб. Всі, хто пробував пересікти Гренландію, терпіли невдачу. Але вони мали можливість вернуться назад — до насалених пунктів західного узбережжя. Першу спробу підкорити Гренландію зробив у 1752 році данець Далагер, який зміг пройти у глибину острова на 13 км. Надалі у XIX столітті відбулися наступні експедиції:
1. У 1860 році американський полярний дослідник Айзек Ісраель Гейс під час зимівлі у фьорді Фульке (78°18′с. ш., 72°31′ з. д.) просунувся у глибину Гренландського льодовика на 90 км[3][4].
2. У 1878 році данський морський офіцер Арнольд Йенсен[en] за 23 дні просунувся на 130 км.
3. У 1883 році шведський дослідник Адольф Ерік Норденшельд виступив із фьорду Алатейнвік (78°15’ с. ш.), але не зміг просунутися далі 117 км у глибину льодовикової пустелі (це була друга спроба дослідника пересікти Гренландський щит). Однак супроводжуючі його саами просунулись далі від крайньої точки, де зупинився Норденшельд, за 58 годин подолав ще 70 км[5].
4. У 1886 році здійснив свою першу експедицію американець Роберт Пірі, який пропонував використовувати собачі упряжки, але зрештою узяв сані, які тягли вісім найнятих ескімосів. Це був розвідувальний похід, база якого була у Годхавне в затоці Диско. Пірі вдалося просунитися на 160 км за 26 днів[6].

Усі ці експедиції показали, що перетин гренландського льодяного щита являє собою дуже велику небезпеку і тому є надважким. Авторитетним полярникам дана подорож здавалася нездійсненою.

### Плани Нансена
Уперше замисли пересікти льодовиковий покрив Гренландії зародилися у Нансена літом 1882 року на борту тюленебійного корабля «Вікінг», де він проходив біологічну практику. В 1883 році Нансен прочитав у газеті статтю, в якій описувалося вдале повернення Норденшельда з гренландської експедиції. Особливо Нансена вразили слова супроводжуючих шведського дослідника саамів, а саме те, що поверхня льодовика дуже зручна для пересування лижами і дозволяє у найкоротший строк пройти на велику дистанцію..
Принциповою різницею плану Нансена від усіх інших був напрямок пересування експедиції. Сам Нансен писав про це так:

«Усі попередні спроби робились у напрямку проходу із населеного західного берегу на схід, а та частина є повністю оточеною льодом, який дрейфує у тутешньому морі більшу частину року і заважає кораблям підходити до берега. Експедиція, виходить із заходу на схід, не могла б розраховувати найти притулок на східному березі або на можливість бути забраною звідти якимось кораблем; вона повинна буде, якщо їй вдасться пересікти Гренландію, повернутися знову назад тим ж шляхом до західного берегу, тобто зробити той ж шлях двічі».

Велику увагу Нансен приділив і тому, що при висадці на східний берег, той вважався незаселеним берегом:

«…Для того щоб зберегти своє життя і повернутися додому, необхідно буде дійти до населених місць на заході будь-якою ціною; іншого вибору немає, а це завжди сильний стимул для людських дій».

По плану потрібно було висадитися у фіорді Сермілік, що знаходиться на захід від Аммассаліку (65°35’ с. ш.) — там знаходилися стоянки ескімосів. Далі йшов шлях до верхнього фіорду, звідки починалося підняття на льодовий щит. Був визначений курс по льодовику до данської колонії Крістіансхоб у затоці Диско, де, на думку Нансена, повинен був бути пологий спуск із льодовика. Запланована дистанція 600 км..

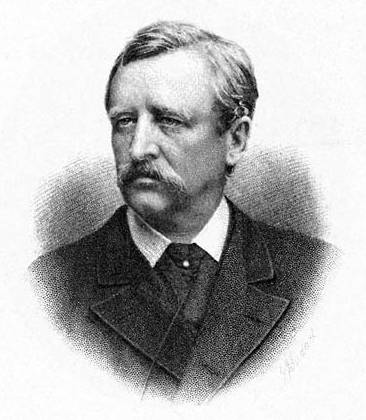
Портрет Норденшельда

У листопаді 1887 года Нансен вирішив поїхати у Стокгольм, щоб ознайомити із своїм планом Норденшельда. На зустрічі був присутній професор стокгольмської Вищої школи Брьоггер (який згодом написав біографію Нансена), на якого вкрай негативно враження справило те, що Нансен явився без пальто, у в'язаній лижній куртці та був схожий на акробата. Норденшельд план Нансена не затвердив, але вважав його таким, який можна виконати, і навіть був готовий поділитися своїм досвідом..
Після поїздки в Стокгольм, Нансен попросив в університеті Христанії відпустку, що мало дати йому необхідні 5000 крон. Нансен обґрунтував свою нагальну потребу такою фразою: «Я маю намір цим літом піти у похід через материкові льоди Гренландії», а закінчив словами Норденшельди: «На даний час навряд чи можна вказати на більш важливе завдання для полярної експедиції, ніж вивчення внутрішньої частини цієї країни». Університет план прийняв і схвалив, звернувшися за фінансуванням до уряду. Водночас Нансен звернувся до Норвезької Академії наук із проханням про фінансування.

Плани Нансена були опубліковані в січні 1888 року і викликали хвилю негативних емоцій. У фінансуванні було відмовлено із наступнім формулюванням: 

«Уряд не бачить, із якої статті норвезька держава повинна видати таку велику суму для розважливої подорожі якоїсь приватної особи».

Проти Нансена розпочалися кампанії цькування у пресі. Газети писали, що «було б злочином допомогти самовбивці». Але були й поодинокі заходи підтримки. Зокрема геолог, професор Амунд Гелланд (1846—1919) виступив із статтею на підтримку Нансена. Уже на наступній день після її виходу до Нансена звернувся данський філантроп Августин Гамель (1839—1904). Характерно, що преса зразу ж обрушила на Нансена ряд нападок за те, що він прийняв данську допомогу.

## Спорядження і фінанси
Безпосередня підготовка проводилась весною 1888 року, паралельно із підготовкою захисту дисертації Нансена. Пожертвувані Гамелем 5000 крон не вистачило, в результаті сумарні витрати експедиції перевищили 15 000 крон, їх Нансен компенсував з особистих коштів..

### Спорядження санного походу
При більш чим скромному бюджеті, Нансен особливу увагу приділяв спорядженню і науковому обладнанню, велику частину якого сконструював і випробовував особисто. Нарти були зроблені із ясенової деревини і бамбука, вони були розраховані на те, щоб їх тягнула одна людина. Нарти були 2,9 м завдовжки і 0,5 м завширшки. Власна вага санів — 13,8 кг. В експедиції використано 5 нарт. Першочергово Нансен планував взяти оленів як тяглову силу. Але зрештою він відмовився від цієї ідеї. Їздових собак також не вдалось отримати, а амбіції Нансена, як писав він сам, не могли зачекати. . Окрім бігових лиж, кожний член експедиції був оснащений лижами-ракетками для пересування по рихлому снігові індіанського (канадського) і норвезьких зразків.
Намет складавсь із 5 полотнищ, які можна було використовувати як паруси для нарт. Люди ночували в тримісних спальних мішках із оленячих шкур. Норвезькі члени експедиції були одягнені у в'язані шерстяні лижні костюми і єгерську білизну, поверх яких одягалися штормівки зроблені із щільної бавовняної тканини. Штормівки були оснащені капюшонами. Саами носили одяг із оленячих шкур, а на ногах каньги із оленячої шкури, набиті сухою травою. Для захисту від сніжної сліпоти були взяті темні окуляри, а також червоні шовкові вуалі для оберігання лиця.
Польова кухня складалась із спиртової пічки із 6 ґнотами, з двома котлами: внутрішніми для варки їжі та зовнішніми — для розтоплення снігу. Нансен писав, що при −40 °C для отримання 5 літрів супу і 4 літрів питної води потребувалось 0,35 літра спирту. Спирту було взято 30 літрів. У кожного члена експедиції була також індивідуальна фляга для розтоплення снігу під дією людського тепла: зранку вона набивалась снігом і носилась під одягом.

### Харчування
Раціон харчування був набагато різноманітнішим, ніж у наступних експедицій. Нансен відмовився від сухарів, на заміну взяв вівсяні і «м'ясні» (останні містили у собі певний визначений процент м'ясного борошна). У Данії був також замовлений пеммікан, але замість нього постачальник привіз пресоване м'ясо, яке було надзвичайно твердим і зовсім не мало жирів, що в майбутньому спричинило серйозні проблеми. До раціону також входили «м'ясний шоколад» (шоколад, який містив 20 % м'ясного порошку), ковбаси з бобів — з них варили Лабскаус, палтусина і два види сиру, чорничне варення, згущене молоко, пошинкована капуста і печінковий паштет. Нансен вкрай вороже відносився до алкоголю і тютюну, тому його взяли з розрахунку на трубку кожної неділі. Проте відсутність досвіду і даних про кліматичні умови всередині Гренландського льодовика привели до заниження кількості взятого провіанту, в результаті майже всі учасники харчувалась так, щоб припасів вистачило на весь розрахований час, отже майже кожного дня були голодними. Мало було і палива, в результаті довелося зменшити і кількість гарячої їжі, а також не вдалось розтоплювати необхідну кількість льоду для отримання питної води.

### Наукове обладнання
Експедиція мала у своєму розпорядженні теодоліт, секстант з штучним ртутним горизонтом, набором для пеленгування з трьома компасами. Було взято 5 кишенькових компасів, 3 анероїди, гіпсометр, 6 ртутних термометрів, 2 спиртових термометри, 4 кишенькові хронометри. Також був набір для збору проб повітря, фотоапарат і набір для зміни фотопластин, 2 біноклі та 2 крокоміри. Із зброї були взяті дві двостволки (один ствол — нарізний, другий — для картечі).

## Команда
Не дивлячись на ворожі відносини з боку преси, в Норвегії найшлись бажаючі взяти участь в експедиції. У склад команди увійшли:
1. Фритьйоф Нансен, 27 років — начальник експедиції, також він виконував функцію кока.
2. Отто Свердруп, 33 роки — капітан арктичного промислового судна.
3. Олаф Крістіан Дітріксон[en], 32 роки — прем'єр-капітан норвезької армії, картограф. Виконував програму метеорологічних досліджень.
4. Крістіан Крістіансен[en], 24 роки — північнонорвезький селянин, народився на фермі Трана (його часто називають по місцю народження Транійцем).
5. Самуель Йоханнесен Балту, 27 років — саам за національністю, оленяр і каюр.
6. Оле Нільсен Равна, 46 років — саам за національністю, оленяр і каюр.

Усі згадані були досвідченими лижниками і мисливцями, які мали навички виживання в умовах арктичної природи. Саами могли управляти оленячими повозками, проте після того, як прийшлось обходитися без тяглових тварин, специфічні навички їх не стали потрібними.

## Хід експедиції

### Плавання до берегів Гренландії
28 квітня 1888 року, за 4 дні до відправки, відбувся захист докторської дисертації Нансена «Нервові елементи, їх структура і взаємозв'язок у центральній нервовій системі асцидій і міксин». Захист пройшов із скандалом, один з опонентів Нансена заявив: «Практично навряд чи можна надіятися, що цей молодий чоловік повернеться із цього походу живим, і якщо він стане щасливішим від того, що отримав перед від'їздом докторський ступень, тоді чому б не дати йому його?». Пяка згадує дочка Нансена — Лів Хейер, по справедливості оцінив працю його працю уже на початку XX століття, а сам Нансен публічно заявив, що нехай краще буде поганий захист, ніж погане спорядження. Сучасні норвезькі вчені вважають, що негативна оцінка дисертації Нансена була справедливою.
2 травня 1888 року члени експедиції і все спорядження рейсовим пароплавом відплили у Шотландію, а 9 травня відпливли до Ісландії на данському пароплаві «Тюра». 20 травня, відвідавши на шляху Фарерські острови, члени експедиції висадились в Іса-фьйорді, де повинні були очікувати рибне судно «Ясон» (на якому Нансен в 1882 р. вже плавав у Гренландію), з його капітаном Нансен договорився про висадку на узбережжя. В очікуванні члени команди проводили велику частину свого часу за полюванням, а Нансен писав статтю про анатомію вугра, яку не встиг закінчити у Норвегії перед відбуттям в експедицію.
3 червня «Ясон» вже був біля берегів Гренландії, а вже 5 червня експедиція була біля кромки пакового льоду. Команда «Ясона» займалась промислом тюленів, ловлею тріски, але щільний лід у тих місцях не давав наблизитися до берегу. Тільки 17 червня експедиція опиналася біля фіорду Сермілік, смуга припая була завширшки 18 км.. У 19:00 почалась висадка: все спорядження і члени експедиції були розвантажені в дві китобійні шлюпки, на яких вони повинні були допливти до берегу.

### На дрейфуючому льодовику

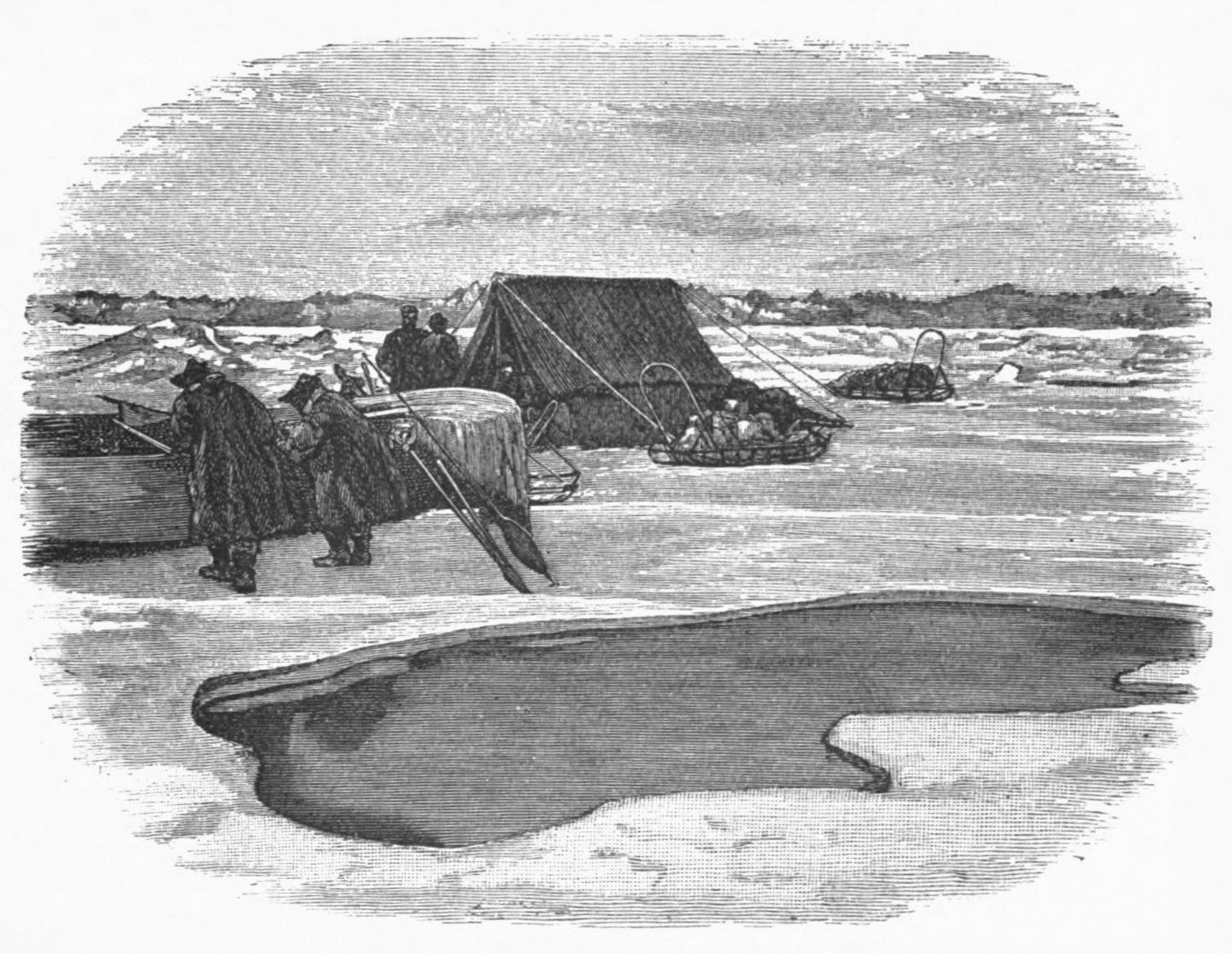
Табір на льодовику

Висадитись на берег в той ж день не вдалось: щільний лід зімкнувся, а скоро край льоду буквально порізав борт човна Свердрупа. У 10:00 18 червня пішов дощ, після чого члени експедиції розбили на льоді намети і почали чекати. До цього часу стало ясно, що висадитися в Сермілік-фьойрді не вдасться, по причині надзвичайно швидкої течії, яка відносила льодовик із людьми на південь. 20 червня лід почав скресати. Постійно приходилось міняти місце табору. Швидкість дрейфу часом досягала 60 км на добу, членів експедиції час від часу прибивало разом із льодовиком до землі, то відносило у море. Тільки 29 червня лід сильно розрідився і вдалось щасливо висадитися на берег.
Нансен так згадував ті події:

«Ми втратили цілий місяць, коротке літо вже скорочується, але навіть зараз ми ще встигнемо досягнути західного берегу, якщо достатньо добре розподілимо час…»

### Східний берег Гренландії

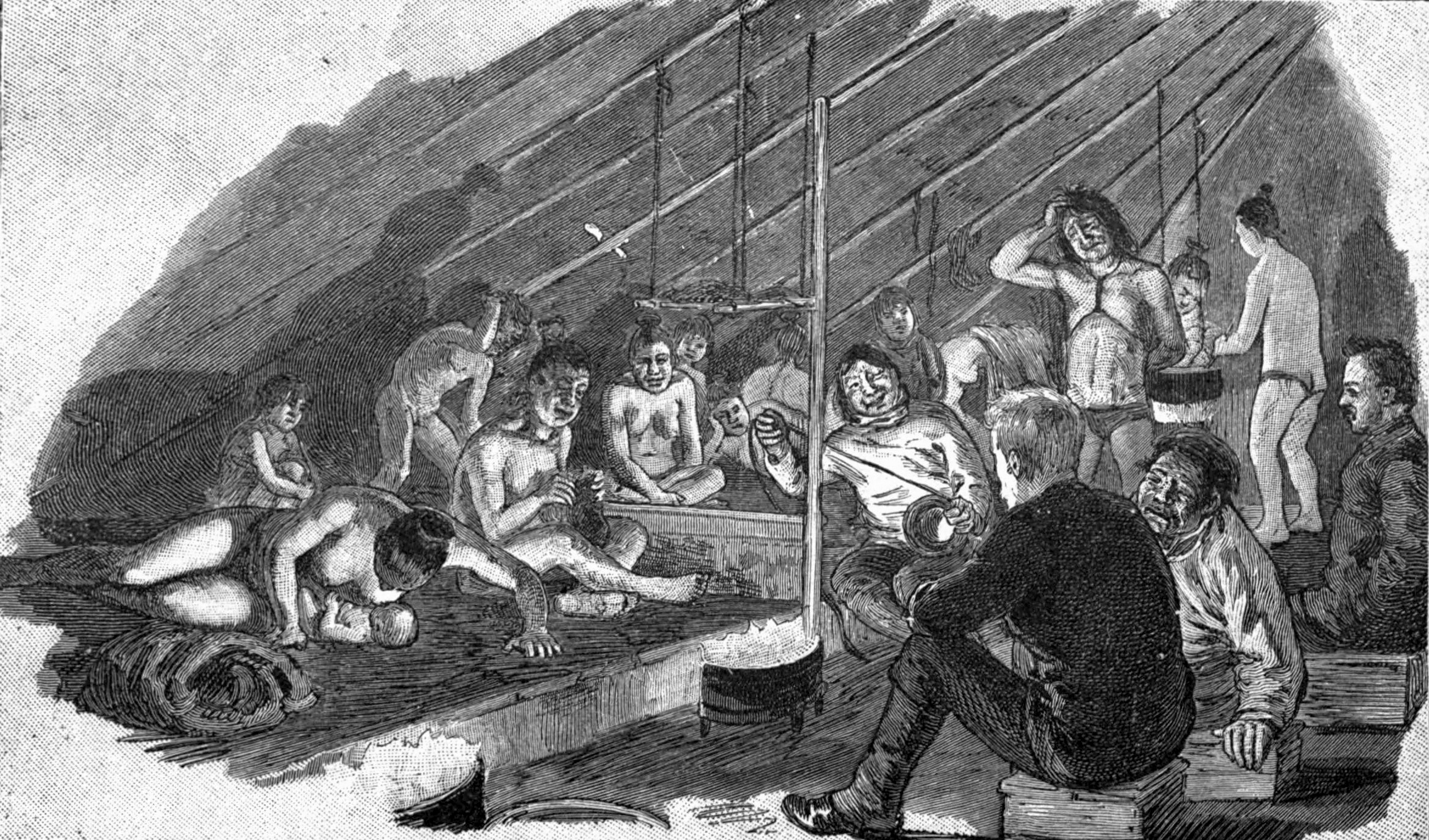
У гостях в ескімосів

Далі члени експедиції на човнах пішли на схід. Лід все-ще заважав: крижини приходилось розштовхувати баграми чи прорубуватися скрізь них сокирами. 30 червня на березі побачили ескімосів. У Нансена був норвезько-ескімоський розмовник, але виявилось, що місцеві жителі говорили на іншому діалекті, прийшлось знаходити порозуміння за допомогою жестів. Ескімоси прихистили мандрівників у своєму становищі біля льодовика Пуісорток. У ескімосів Нансен і його соратники прожили до 21 червня . Рухаючись далі по берегу, члени експедиції постійно зустрічали ескімоські стоянки, в одній з яких був навіть данський прапор.

«У багатьох місцях ми знаходили руїни старих ескімоських будівель. <…> Їхні мешканці померли від хвороб чи від голоду, який буває тут у тяжкі зими, цей висновок випливає з того факту, що останні трупи залишилися в домах і їх так і ніхто не виніс. Тепер ескімоси не селяться в таких місцях…»

До того часу мандрівники сильно страждали від гнусу. Вперше виник конфлікт із саамами, які ледь не підняли бунт через раціонування їжі. Умівік-фьйорда експедиція досягла 10 серпня в густому тумані, подолавши 200 км по воді.

### Перехід через льодовик
Декілька днів пішло на підготовку до переходу. Сталеві смуги нарт сильно заіржавіли під час морського переходу, їх потрібно було почистити і відполірувати, а взуття норвежців потребувало переоснащення нових підошов, підкованих латунними вінтами. Значна частина спорядження і човни були залишені на гренландському узбережжі.
Старт був взятий у 21:00 15 серпня: сніг сильно підтавав за день, тому було вирішено пересуватися по ночах. На одного члена експедиції приходилось 120 кг вантажу, тому прийшлось запрягатись у сані втроє, а інші перетягувати по черзі. Пройшло декілька днів, за які вантаж був перерозподілений: четверо членів команди тягли на собі по 100 кг кожний, а Нансен і Свердруп впряглися у сані вдвох, куди перевантажили те, що залишилось.
У перший день члени експедиції піднялись на 180 м над рівнем моря. Підйом льодовика був пологим, але на ньому були тріщини. 17 серпня почався проливний дощ і не закінчився до 20-го серпня. Спати приходилось, підклавши під себе лижні палиці та лижі, щоб не лежати в калюжі. Нансен розпорядився харчуватися один раз на день, коли члени експедиції не працювали.
22 серпня температура впала нижче нуля: −5 °C. Сніг покрився льодовою кіркою, настільки нерівною, що нарти перекидались на ній. Для полегшення вантажу, було вирішено використовувати як паливо промаслені брезентові чохли від спальних мішків: дощів більше не очікувалось. До 25 серпня підйом становився все крутішим, а 25-го числа почався буран і сильний снігопад. Пізно ввечері 26 серпня експедиція досягла висоти 1880 м. Оскільки вітер дув із сторони моря, було вирішено поставити на нарти паруси, щоб зекономити людські сили. Нарти були зв'язані в два «пароми»: по двоє і троє нарт.
Нансену мав вирішити, яким шляхом йти далі. Було ясно, що до наступу зими і закінчення навігації в Кристиансхоб експедиція не встигне. До нього по прямій лінії було 595 км. Було вирішено йти в Готхоб, до якого було 470 км зовсім невідомою територією. У перші дні вітри змушували мандрівників йти на південний захід, заметіль не припинялася.

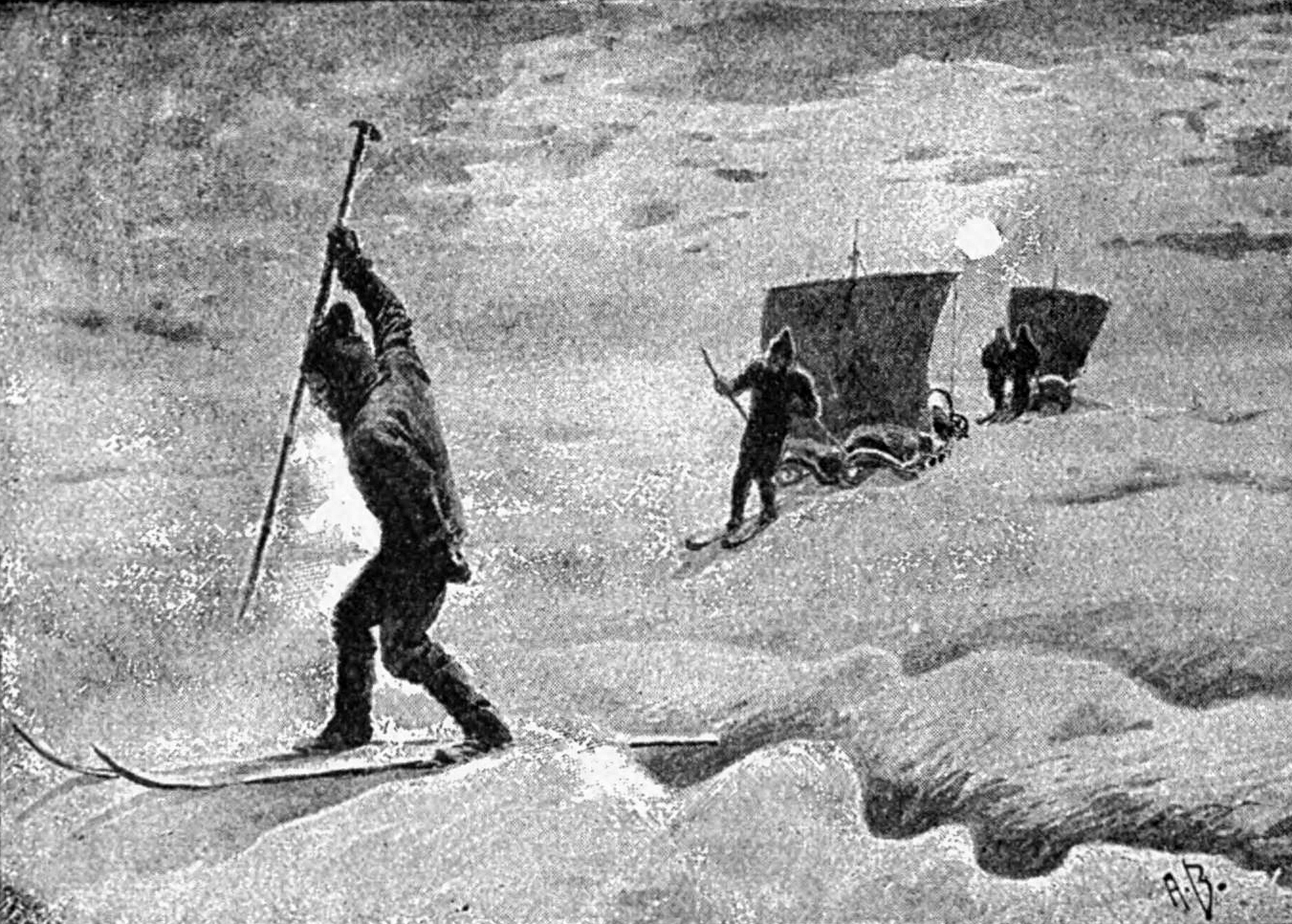
«Під парусами в світлі місяця» — малюнок, зроблений за ескізом Нансена. На задньому плані можна побачити нарти з прикріпленими до них парусами.

Члени експедиції мали проблеми зі здоров'ям: Крістіансен спіткнувся на краю тріщини і вдарив коліно, але його відновили масажами. Саами страждали від снігової сліпоти, Нансену довелося лікувати їх, закапуючи в очі кокаїн.
29 серпня вітер стих, після чого експедиція пішла прямим курсом. Дорога була надзвичайно важкою, денні переходи були протяжністю від 8 до 15 км. Підйом не припинявся, тільки 5 листопада експедиція досягла висоти 2720 м. . Мандрівники сильно страждали від спраги і холоду. Нансен не розраховував на такі низькі температури. 11 листопада спиртовий термометр показав, що температура опустилася нижче −37 °C (більше на термометрі просто не було позначок). Уже після повернення професор Мон вирахував, що вночі температура опускалася до −45 °C. Амплітуда ранкових температур на високогір'ї теж була значною. У полудень 3 листопада на сонці термометр показував +31 °C, а в тіні —11°C. 5 листопада був сильний шторм із завірюхою.
Серйозною проблемою для членів експедиції став жировий голод. Свердруп навіть хотів додати в їжу крем для взуття, зроблений на основі лляної олії. Денний пайок на людину складав близько 1 кг твердої їжі, але члени команди сильно страждали від зневоднення, оскільки вологість повітря на льодовику була близька до нуля, а спирту не вистачало для розтоплення достатньої кількості льоду. Зрештою Нансен придумав наступній напій: сніг поливали лимонною кислотою і посипали цукром). Не дивлячись на тяжкі умови, наукова програма виконувалась щоденно і без перерв.
18 листопада вперше подув попутний вітер, після чого можна було іти під раніше встановленими вітрилами. 19 листопада Нансен сильно обморозив пальці рук, а крім цього, від перевтоми і непереборного бажання сну він і Свердруп забули завести хронометр і він зупинився. 24 листопада мандрівники досягли материкової землі. Перехід через льодовик тривав 41 день, за цей час було пройдено на лижах — 472 км.

### На західному березі Гренландії

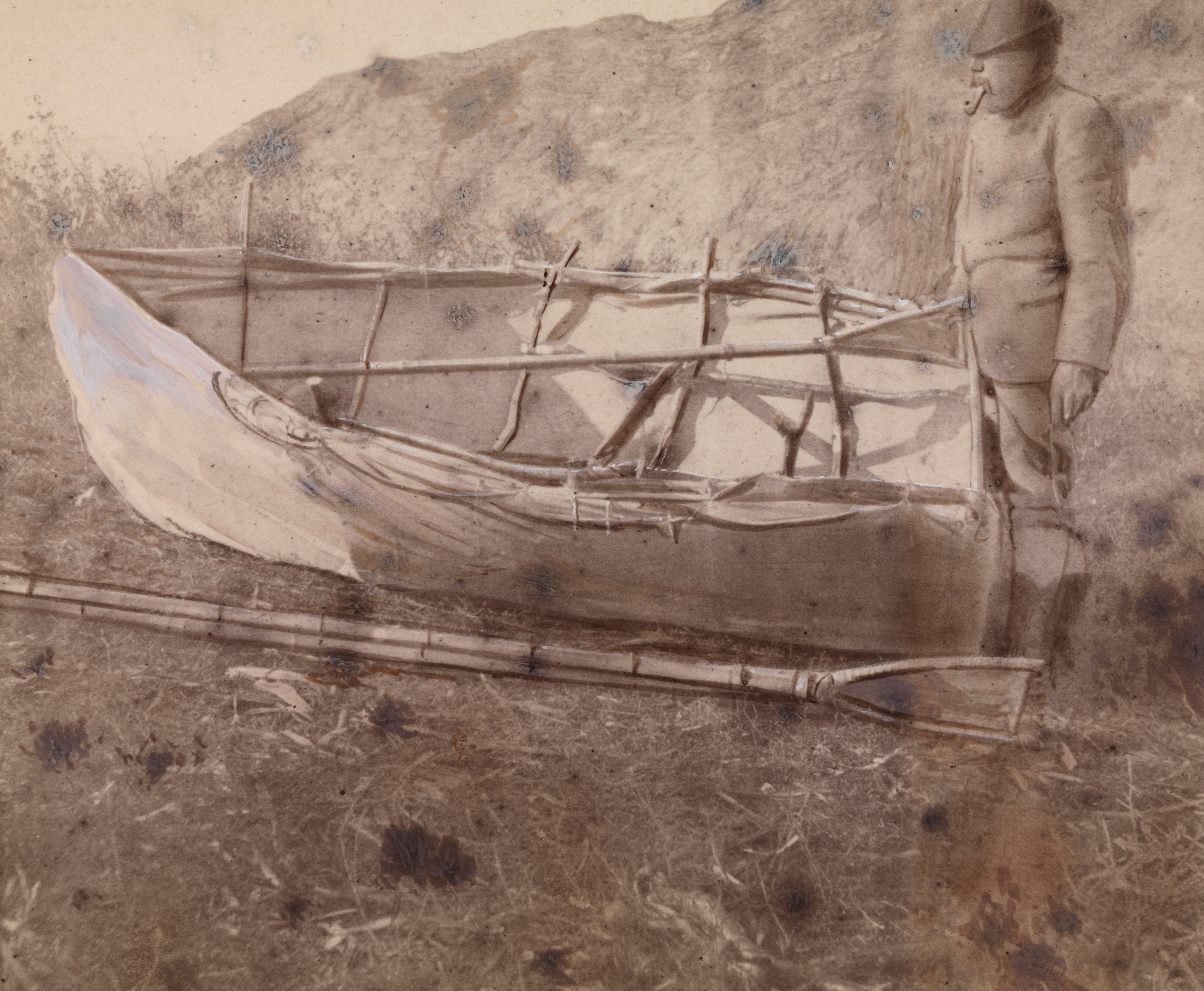
Отто Свердруп поруч із недобудованим човном

Найближчим шляхом до Готхобу був Амералік-фьйорд, до витоків якого членам експедиції потрібно було попасти. Дорога пролягала через каміння і болота, і була дуже важкою, докучав мандрівникам і гнус. 26 лютого було вирішено, що Нансен і Свердруп збудують із підручних матеріалів човен і будуть намагатися найти допомогу. Човен зробили з гілок верби і лижних бамбукових палиць, перетягнувши їх тканиною. Човен був завдовжки 2,65 м, завширшки 1,42 м і мав осадку 61 см.. Для весел зробили вилкоподібні вербові гілки, які прив'язали до лижних палиць.

«Пливучи у човні, я підстрілив шість великих чайок, і тепер кожний з нас міг з'їсти по дві штуки. <…> Свердруп одного разу запитав, чи добре ми їх тоді почистили. „Я точно, не знаю, — сказав він, — я бачив, як Нансен щось витягнув з них, це була, певно, частина кишок, ну, а все інше пішло в суп; Кращого я ніколи не їв!“»

1 жовтня Нансен і Свердруп досягли фьйорду Ітівдлек — північного рукаву Амераліка. На берегу вони побачили великі зарослі водянки, яку жадібно їли, не маючи іншої рослинної їжі. Тільки 3 жовтня мандрівники добралися до міста Готхоб, заснованого німецькими місіонерами, де їх зустрів торговий чиновник Густав Бауман. Самою важливою новиною для Нансена було те, що тут був пароплав, якій йшов у Норвегію. Але всередині жовтня мав відпливати останній пароплав з Івігтута (400 км на південь від Готхоба), тобто, члени експедиції на нього вже запізнились. Тоді ж четверо членів експедиції, що залишились, закінчили перенесення майна до витоків Амералік-фьйорду. 6 жовтня їх знайшли ескімоси, яких послав Нансен, а 12-го вони приїхали до Готхобу. Тут вони мали відзимувати.

### Зимівля і повернення

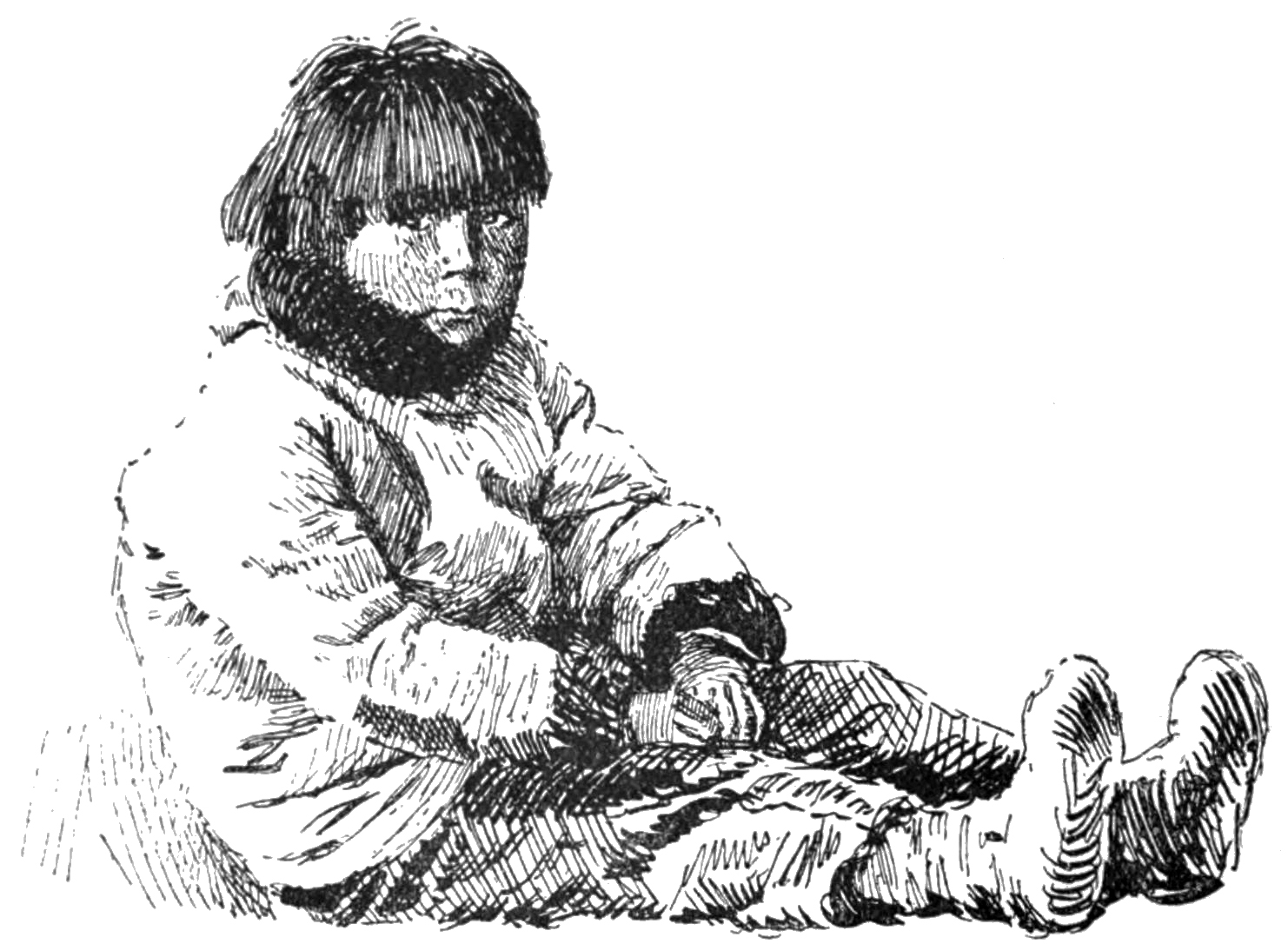
«Ескімоський хлопчина родом Готхоба». Малюнок з книги Нансена «The first crossing of Greenland».

Відправившись на каяку 6 жовтня 1888 року з Готхоба гінець-ескімос зумів догнати пароплав «Фокс» в Івігтуті. Його капітан не збирався йти в Готхоб у середині жовтня, тому що мав на борті робітників кріолітних здобувачів, які поверталися у Данію. 6 місяців члени експедиції змушено прожили в Готхобі. Нансен зайнявся етнографією, оселившися серед ескімосів, вивчав їхню мову і звичаї.
15 серпня 1889 року в Готхоб прийшов пароплав «Відбьйорн», на якому команда і відплила у Копенгаген, куди вони прийшли 21 травня. У столиці Данії мандрівники трохи погостювали у спонсора експедиції — А. Гамеля. Додому вони повернулися пароплавом «Мельхіор» 30 травня 1889 року як тріумфатори. Професор Брьогер писав у біографії Нансена так:

«Для більшості тих, хто був на причалі, Нансен був вікінгом, що зв'язує саги віддаленого минулого з сагою сьогоднішнього дня, з сагою про лижника, який скочується із запаморочливої висоти ... Нансен був для них уособленням національного типу».

Нансен отримав за свої заслуги дві медалі: «Вегі» Шведського товариства антропології і географії і Вікторії Королівського географічного товариства Великої Британії.
За результатами експедиції Нансен написав дві книги: двотомні «На лижах через Гренландію» (норв. Paa ski over Grønland) і етнографічний опис «Життя ескімосів» (норв. Eskimoliv), які швидко були перекладені англійською. У 1928 році Нансен сильно зменшив опис переходу через Гренландію. Саме з цього варіанту робилися наступні російські й українські переклади (1930, 1937).

### Результати
Широка публіка дивилася на Гренландську експедицію в першу чергу як на грандіозне спортивне досягнення: вперше був пересічений льодовиковий купол Гренландії. Однак ця ж подія принесла велику кількість знань з фізичної географії: Нансен вперше визначив характер розповсюдження материкового заледеніння як на східному, так і західному узбережжі Гренландії. Була розвінчана гіпотеза А. Норденшельда про існування оаз у внутрішніх областях острову. Надзвичайно важливим був висновок Нансена про те, що Гренландський льодовик потрібно вважати дуже точною моделлю четвертинного зледеніння, яке впливало на атмосферні процеси Північної півкулі.
Нансен заявив, що Гренландський льодовик має форму випуклого щита, котрий постійно розширяється на схід (це було підтверджено наступними експедиціями). Найбільшої висоти він досягає у південній половині острову, на захід висота зменшується, а форма поверхні стає плоскою. Льодовик «стікає» на захід і на схід, «як це можна було б очікувати від розплавленої тягучої маси». Ця «математично правильна форма» льодовика визначається межами останнього рельєфу, а в першу чергу атмосферними процесами.
Важливим відкриттям Нансена було те, що поверхня Гренландського льодовика не є льодяною, а сніговою, і навіть у найтепліше літо кількість снігу не зменшується через танення. А. И. Воейков, опублікував у 1893 році статтю «Наукові результати подорожі Нансена у Гренландію», назвав її однією з найважливіших подорожей нового часу, а спостереження Нансена у внутрішніх регіонах Гренландії мали ціну рівну відкриттям.
Експедиція в Гренландію відіграла важливу роль у підготовці походу на Північний полюс. У Готхобі Нансен знайшов дивну дощечку, прикрашену китайським бісером. Пізніше вдалося вияснити, що це була списометалка, яку використовували ескімоси Аляски. Вона була принесена дрейфуючими льодами, як і вся деревина, яку використовували гренландські аборигени. Проби ґрунту і мінералів, взяті Нансеном з дрейфуючих льодів східного берегу Гренландії містили діатомеї, ідентичні тим, які знайшов Норденшельд у кризі Берингової протоки. Для практики походів у кризі велике значення зіграло освоєння Нансеном навичок виживання ескімосів, таких як пошиття полярного одягу, використовування їздових собак, нарт і каяків.